# Festival de Ramatuelle
Le Festival de Ramatuelle est un festival de spectacle vivant, mêlant théâtre, humour et variété qui se déroule à Ramatuelle dans le Var (France), chaque année du 1er au 11 août, dans l'enceinte du théâtre de verdure de Ramatuelle, créé à l'emplacement d'un champ pour l'accueillir. À l’origine, cette manifestation a pour objectif de valoriser ce petit village perché provençal, à une dizaine de kilomètres au sud de Saint-Tropez. Aujourd’hui, le festival est devenu un rendez-vous estival considéré par certains comme incontournable. 

## Histoire
Le festival est créé en 1985 par Jacqueline Franjou (ancienne conseillère municipale et vice-présidente de l‘office de tourisme de Ramatuelle) et Jean-Claude Brialy, avec le soutien d’Anne Philipe et de la municipalité de Ramatuelle, en hommage à Gérard Philipe, qui séjournait dans la commune et où il est inhumé. 
En août 2007, Michel Boujenah est nommé directeur artistique du festival,, succédant à Jean-Claude Brialy, décédé quelques mois plus tôt.
Depuis 2014, le festival de Ramatuelle abrite les Nuits classiques : trois soirées spécialement consacrées à la musique classique, sous la direction de Laurent Petitgirard.

## Programmation
La programmation est enrichie un peu plus chaque année, pour mettre en lumière des pièces de théâtre classiques et contemporaines, des artistes de variété et des humoristes. Le festival a accueilli depuis l'origine 370 productions et plus de 2100 artistes. Il a notamment grandement contribué à la découverte par le public d'artistes de scène tels que : Christelle Chollet, Éric Antoine, Alex Lutz et tant d’autres… 